# Petr Liška (právník)
Petr Liška (* 4. září 1959, Praha) je český podnikový právník a vysokoškolský pedagog. Byl ředitelem Právní služby v České spořitelně, a. s., se sídlem v Praze, a to od roku 1993 do 2023.

## Život a dílo
Otec pracoval jako podnikový právník, ale v padesátých letech dvacátého století musel z politických důvodů odejít do výroby. A to na zbytek svého pracovního života, protože sametová revoluce pro něho přišla až příliš pozdě. Proto doc. Petr Liška přesto považoval za úplnou samozřejmost, že na vzdělání a práci otce naváže a bude se věnovat právu.
Po ukončení gymnázia Nad štolou v Praze 7 pokračoval ve studiu na Právnické fakultě UK, kde získal titul JUDr. (v roce 1982). Absolvoval programy obchodního práva Master of Laws LL. M. - Obchodní právo na Právnické fakultě Masarykovy univerzity v Brně a Univerzitě Nottingham Trent ve Velké Británii (LL.M. v roce 2008) a doktorský studijní program na Právnické fakultě UK  (Ph.D. v roce 2013). Dne 1. 5. 2014 po úspěšné habilitaci byl jmenován docentem obchodního práva na Karlově univerzitě - habilitační řízení.
Svoji pracovní kariéru začal jako právník na Federálním ministerstvu zemědělství a výživy (1984 – 1990), kde se věnoval legislativní a právní práci zejména v oblasti majetkových vztahů k půdě a jinému nemovitému majetku a ochrany zemědělského půdního fondu. V letech 1990-1992 působil jako zástupce ředitele legislativního odboru na Úřadu vlády ČSFR, kde vykonával legislativní práce pro místopředsedu vlády JUDr. Pavla Rychetského a spolupracoval s legislativními orgány ČSFR, ČR i SR.
Podnikovému právu se věnoval až po rozpadu společného československého státu, v jehož důsledku přestal vykonávat funkci legislativce federální vlády a začal v roce 1993 pracovat v právním útvaru České spořitelny, a. s., tehdy čerstvě zprivatizované v kupónové privatizaci.
V letech 1998 až 2006 byl místopředsedou Legislativní rady vlády České republiky.
Je rozhodcem Rozhodčího soudu při Hospodářské komoře České republiky a Agrární komoře České republiky.
Problematice obchodního práva se věnuje i jako vysokoškolský pedagog. Od roku 1999 působí na katedře obchodního práva Právnické fakulty Univerzity Karlovy, nejdříve jako externista, od roku 2006 jako odborný asistent a v současnosti jako docent obchodního práva. Od roku 2014 působí rovněž jako docent na Právnické fakultě Západočeské univerzity v Plzni, kde je také členem Vědecké rady fakulty.
Věnuje se rovněž přednáškové činnosti (např. vědecké a odborné konference domácí i zahraniční).
Je autorem nebo spoluautorem řady právních komentářů, monografií, učebnic, jakož i odborných článků na aktuální témata zejména z oblasti obchodního, občanského a finančního práva.
Je členem redakční rady časopisu Soukromé právo (Wolters Kluwer ČR, a.s). a Obchodní právo (Wolters Kluwer ČR, a.s.).
Působil ve správní radě Nadace České spořitelny, a.s. v letech 2008 až 2017.

## Ocenění
Je držitelem několika ocenění:
V lednu 2020 získal ocenění jako Právník roku v oboru občanského práva - ocenění v podobě plastiky svatého Yva, patrona všech soudců, advokátů, notářů a právních zástupců
Právník roku 2019 v kategorii občanské právo (Česká advokátní komora a EPRAVO.CZ)
Podnikový právník roku 2018 v kategorii občanské právo (Unie podnikových právníků ČR)
Právnická firma roku 2017 – zvláštní ocenění – IN HOUSE TEAM – Česká spořitelna, a.s. (EPRAVO.CZ)
Podniková právní kancelář 2013 – Česká spořitelna, a.s. (Unie podnikových právníků ČR).
Titul Právník roku 2019 si z Brna odváží desítka osobností české justice - Advokacie - Advokátní deník (advokatnidenik.cz)

## Hlavní publikace
- Liška, Petr - List nákladní a list náložný v proměnách doby. Brno: Masarykova univerzita, Právnická fakulta, strany 459-484 (2022)

- Liška, Petr - Process of Squeezing Out Minority Shareholders From the Veiwpoint of the Target Joint-stock Company in the Czech Republic. US: Journal of Business and Economics, ročník: 12 číslo: 11 strany: 1087-1101 (2022)
- Liška, Petr - Kontraktační povinnost k uzavření bankovní smlouvy. Košice: Univerzita P.J.Šafárika v Košiciach, strany: 94-103 (2022)
- Liška, Petr - Ke smlouvě o úschově. CZ: Obchodní právo, strany 19-30 (2021)
- Liška, Petr - Bankgeheimnis und Verschwiegenheitsplicht in Tschechien. DE: Wirtschaft und Recht in Osteuropa, strany: 228-233 (2021)
- Liška, Petr – Černá, Stanislava – Štenglová, Ivanka – Pelikánová, Irena – Čech, Petr – Eichlerová, Kateřina – Horáček, Tomáš – Horáček, Vít – Hurychová, Klára – Josková, Lucie – Patěk, Daniel – Pelikán, Robert – Vrba, Milan - Právo obchodních korporací. Praha: Wolters Kluwer ČR (2021)
- Liška, Petr - Změna rámcové smlouvy o platebních službách prostřednictvím obchodních podmínek - některé otázky. Praha: C. H. Beck, strany: 437-447 (2020)
- Pichrt, Jan – Koldinská, Kristina – Morávek, Jakub – Drápal, Ljubomír – Liška, Petr – Marková, Hana – Matějka Řehořová, Lucie – Růžička, Květoslav – Sedláček, Miroslav – Skřejpek, Michal – Starý, Marek – Staša, Josef – Svoboda, Ondřej – Šámal, Pavel – Šolc, Martin – Štefko, Martin – Thöndel, Alexandr – Zvára, Michael - Obrana pracovního práva - The Defence of Labour Law: Pocta prof. JUDr. Miroslavu Bělinovi, CSc. Praha: C. H. Beck (2020)
- Liška, Petr - Bank as a (Business) Corporation with Special Emphasis on Foreign Banks Operating in the Territory of the Czech Republic. PL: Przeglad Prawa Handlowego, číslo: 4, strany: 50-57 (2020)
- Liška, Petr - Zproštění povinnosti mlčenlivosti podle zákona o bankách. CZ: Bulletin advokacie, číslo: 1-2, strany: 37-42 (2020)
- Liška, Petr - Ke smlouvě o zápůjčce. CZ: Obchodní právo, číslo: 6, strany: 25-36 (2019)
- Beran, Karel – Pelikán, Robert – Skřejpek, Michal – Pauknerová, Monika – Smolík, Petr – Bažantová, Ilona – Tomášek, Michal – Kindl, Jiří – Thöndel, Alexandr – Gřivna, Tomáš – Bohuslav - Lukáš, Tlapák – Navrátilová, Jana – Dvořák, Jan – Zavadilová, Marta – Šustek, Petr – Tomášek, Petr – Liška, Petr – Bříza, Petr – Elischer, David – Horáček, Tomáš – Eichlerová, Kateřina - Čech – Petr - Rekodifikace obchodního práva - pět let poté: Svazek 2 Pocta Ireně Pelikánové. Praha: Wolters Kluwer (2019)
- Liška, Petr - Některé povinnosti akciové společnosti při vytěsnění menšinových akcionářů. Vysoké Tatry: Právo, obchod, ekonomika IX., Univerzita Pavla Jozefa Šafárika v Košicích, Právnická fakulta, strany: 184-197 (2019)